# 貴人權氏 (朝鮮德宗)
貴人權氏（귀인권씨）（？—1494年），懿敬世子的後宮嬪御，本貫為安東。父為權致明。
世祖二年（1456）八月二十三日被選為從五品昭訓，十一月三日入東宮。翌年懿敬世子即去世。成宗年間，因懿敬世子被追尊為德宗的緣故，受封為淑儀，成宗八年（1477）三月二十日，王妃尹氏以毒藥、砒礵謀害大妃，但是，被仁粹大妃發現，尹氏故意偽作淑儀嚴氏、淑容鄭氏相互來往，淑儀嚴氏、淑容鄭氏謀害中宮及元子的文書、砒礵及巫蠱文書，將上述物品以白苧卵狀包覆，裝在箱中，投在德宗後宮淑儀權氏家中，淑儀權氏的家屬把箱子提進宮，後來，奉保夫人在中宮寢室旁發覺一個鼠洞，王妃將書冊剩餘的紙剪下並塞在鼠洞，某日，奉保夫人又來到中宮寢室，將塞在鼠洞的紙取出，對其感到疑惑，將其獻給仁粹大妃，發覺與權氏呈上的巫蠱文書顏色相同，其剪裁參差之處也吻合，三殿（大殿、大妃殿、大王大妃殿）認為之前的捶打聲應該是在制冊時發出的，然而中宮寢室有一個箱子藏在隱密之處，親自開啟不准有人在旁窺視，成宗對此感到疑慮，趁尹氏盥洗時，打開箱子，發現裡面有一個錦囊，內有砒礵末，於是，成宗便知這一切都是王妃所為。成宗十四年（1483年）與尹氏一同受封貴人。成宗二十五年（1494），權氏去世，享年不詳。燕山君時，以權氏牽涉廢妃尹氏事件為由，下令將其廢為庶人並開棺戮屍，因權氏信佛，死後其屍身已由尼姑惠明焚燒無法洩憤，怒不可遏，下令將其墓塚鏟平並刑訊惠明。中宗反正後，權氏才得以恢復身份。無子，而實錄記載，許氏稱許磐為權氏養子。

## 家族
- 高祖父：判事权嗣宗
  - 伯曾祖父：判事权执中
    - 从伯祖父：光禄寺卿权永均
    - 从祖姑母：显仁妃权氏，明成祖后宫
    - 从祖姑母：适寺尹闵不害，本骊兴
      - 从表伯父：吏曹判书闵伸

  - 伯曾祖父：牧使权执经
    - 从祖姑母：适参议金有温，本顺天

  - 曾祖父：判礼宾寺事权执智
  - 曾祖母：海平尹氏，门下赞成事大提学海平府院君尹珍之女
    - 祖父：县监权永昌
    - 祖母：灵山辛氏，左军同知摠制鹫山府院君赠领议政辛克礼之女
      - 父：郡守权致明
        - 姊：适司正柳眉
        - 姊：适许祥
        - 妹：适司纸许珚，本阳川
          - 外甥：正字许磐、许宕

        - 弟：权德寿

      - 叔父：录事权致敬
      - 姑母：适判礼宾寺事赵由信，本平壤

    - 叔祖父：进士权永善
      - 从叔父：府使权致中
        - 再从弟：参议赠赞成权仁孙
          - 再从侄女：鹤城郡夫人权氏，云川君正室

        - 再从妹：适参奉郭璘

    - 祖姑母：适上护军南景寿，宜城府院君南訚之子。本宜宁
    - 祖姑母：适骊山君闵无悔，元敬王后之弟。本骊兴
    - 祖姑母：适监察边尚同，本原州
      - 表叔父：柔川尉边孝顺，尚昭善翁主
      - 表姑母：适右议政郑苯，本晋州
      - 表姑母：适县监尹三元，贞信翁主之子。本坡平

  - 曾祖姑母：左赞成赠领议政郑易，本海州
    - 表祖姑母：蕊城府夫人郑氏，孝宁大君正室
    - 表叔祖父：刑曹参判郑忠敬
      - 从表叔父：赠领议政宁阳尉郑悰，尚敬惠公主
      - 从表姑母：春城府夫人郑氏，永膺大君继室

## 附註
1. ↑  .   [2014-07-03]. （原始内容存档于2014-07-14）.
2. ↑  .   [2014-07-03]. （原始内容存档于2014-07-14）.
3. ↑  成宗實錄105卷，10年（1479）6月5日記錄4
…曩在丁酉, 尹氏陰懷毒藥, 謀欲害人, 至以乾柿砒礵, 同置囊中, 安知不欲食我也? 或無子, 或半身不遂, 凡害人之方, 書諸小冊, 藏于篋中, 事覺, 大妃取之, 至今猶在。 又僞作嚴氏家與鄭氏家相通, 謀傾尹氏, 諺文, 故投于權氏之第, 蓋欲事覺, 害及嚴、鄭兩氏也。…去丁酉三月二十日, 嚴淑儀與鄭淑容, 謀害中宮及元子書二通, 砒礵若干、壓勝冊一, 盛于小箱, 裹以白苧卵袱, 稱權監察家人, 投諸權淑儀家, 【權淑儀, 德宗後宮, 而摠治諸淑儀。】淑儀家人, 持其箱詣闕, 呈淑儀。 奉保夫人, 嘗詣御寢, 中宮, 將神茶鬱壘木, 椓杙有聲, 聞人足音而止。 有鼠穴, 在御寢旁, 鼠常出入, 中宮將剪冊餘紙, 塞其鼠穴。 及小箱出, 則箱中書冊, 皆肅拜單(字)〔子〕紙也。 一日, 奉保夫人, 又詣中宮寢室, 有鼠穴, 推出前紙, 取而見之, 心疑之, 獻于大妃殿, 亦肅拜單(字)〔子〕紙, 而與前現壓勝書同色, 其剪裁參差處亦同。 三殿疑之, 以爲前日椓杙聲, 必制冊時也。 且中宮, 有一藏, 常親自開閉, 不許人窺, 又有小箱, 其秘之如藏。 上, 頗疑之, 乘中宮盥洗, 取視之, 中有一小囊, 囊中有砒礵末, 箱中有塗砒礵乾柿二箇, 然後知中宮所爲也。…
4. ↑  成宗實錄155卷，14年（1483）6月15日記錄2
5. ↑  .   [2014-07-03]. （原始内容存档于2014-07-14）.
6. ↑  .   [2014-07-03]. （原始内容存档于2014-02-02）.
7. ↑  .   [2014-07-03]. （原始内容存档于2014-02-02）.
8. ↑  .   [2014-07-03]. （原始内容存档于2014-07-14）.
9. ↑  .   [2014-07-03]. （原始内容存档于2014-07-14）.